# 효자점경
《효자점경》은 1981년 8월 1일에 방영된 TV문학관이다.

## 줄거리
김원도(주현)는 일제 시대와 해방 이후의 파란 많았던 시절을 겪으면서도 교묘한 처세술을 구사하여 부유한 실업가로 군림해 왔다. 원도의 차남인 시령(노주현)은 아버지가 세상을 떠나고 장례를 치를 때 일제 시대 원도에 의해 피해를 입은 한 노인(이순재)이 강하게 항의하는 모습을 보고 자신의 아버지가 과연 제대로 살아온 것인지에 대해 회의를 품으면서 가치관에 혼돈이 오게 되고 그 가운데 방황하게 되는데...

## 출연
- 노주현
- 김윤미
- 주현
- 서우림
- 최정훈
- 송승환
- 이순재
- 하미혜
- 최우정
- 최길호
- 이일웅
- 지계순
- 안영주
- 김봉근
- 김희진
- 김향숙
- 장항선
- 임병기
- 이현두
- 김순구
- 유승봉
- 유동근
- 조재훈
- 임영식
- 박승규
- 황범식
- 송종원
- 박재주
- 안성호
- 남성식
- 최동균
- 김병기
- 박해상
- 유병준